# NGC 5584
NGC 5584 هي مجرة حلزونية تبعد حوالي أكثر من 50,000 مليون سنة ضوئية تقع في كوكبة العذراء.
المناطق الزرقاء هي نجوم الشباب، والمناطق الأكثر قتامة هي ممرات الغبار في حين أن البقع الحمر هي مجرات في الخلفية.
الصورة هي مركبه من العديد من التعرضات التي اتخذت في الضوء المرئي بين يناير وأبريل 2010 من خلال كاميرا هبل الميدانية.
يحدث تكوين النجوم على طول الأذرع الحلزونية. يميل المستوى المجري بزاوية 42.4 درجة على خط الرؤية من الأرض ،  وتمتد هذه المجرة على أكثر من 50000 سنة ضوئية.
```
تم ملاحظة 250 
متغير قيفاوي
 في NGC 5584.
[
7
]
```

تم رصد حدثين مستعر أعظم في NGC 5584. كان SN 1996aq عبارة عن مستعر أعظم نوع Ic تم اكتشافه في 17 أغسطس 1996 بواسطة Masakatsu Aoki في اليابان. تم تحديده بـ 15 درجة غربًا و 8 درجات جنوب مركز المجرة. وصل قدره الظاهري (لمعانه ) 14.7 درجة في 18 أغسطس. [13] كما تم رصد SN 2007af بقدر ظاهري 15.4 في 24 فبراير بواسطة K. Itagaki ، الياباني أيضًا. كان هذا مستعر أعظم من النوع مستعر أعظم نوع Ia عند موقع 40 درجة غربًا و 22 درجة من مركز المجرة. لوحظ صدى خفيف لهذا الحدث بعد حوالي 1000 يوم من اكتشافه.

## وصلات خارجية
- NGC 5584 على موقع ويكي سكاي: DSS2, SDSS, GALEX, IRAS, Hydrogen α, X-Ray, Astrophoto, Sky Map, Articles and images